# アメリカミズユキノシタ
アメリカミズユキノシタ（Ludwigia repens）は、アカバナ科・チョウジタデ属の植物の一種。北アメリカ東部原産で、レッドルドヴィジアの名称で観賞用の水草として販売されている。日本の一部地域では外来種として定着している。

## 分布
北アメリカ東部を原産地とする。日本にも移入分布する。

## 特徴
湿地、河川、池沼に生育する。
花期は6-9月で、黄色い花弁と萼片をそれぞれ4枚ずつつける。在来種のミズユキノシタと比べて、葉は対生であるのが特徴となる。
植物体の断片からでも繁殖が可能である。

## 外来種問題
日本では観賞用水草が逸出したものに由来する個体が、1970年頃から京都市の深泥池に定着していることが確認された。この深泥池では、コカナダモやナガバオモダカといった外来種の水生植物を駆除したことで、本種の群落が拡大してしまった。そのため、自治体やボランティアによって駆除が進められており、京都市が1995年度に実施した深泥池の保存修理事業では1100平方メートルのアメリカミズユキノシタを除去した。本種は神奈川県でも記録されている。
外来生物法によって要注意外来生物に指定されている。